# Contramedidas electrónicas

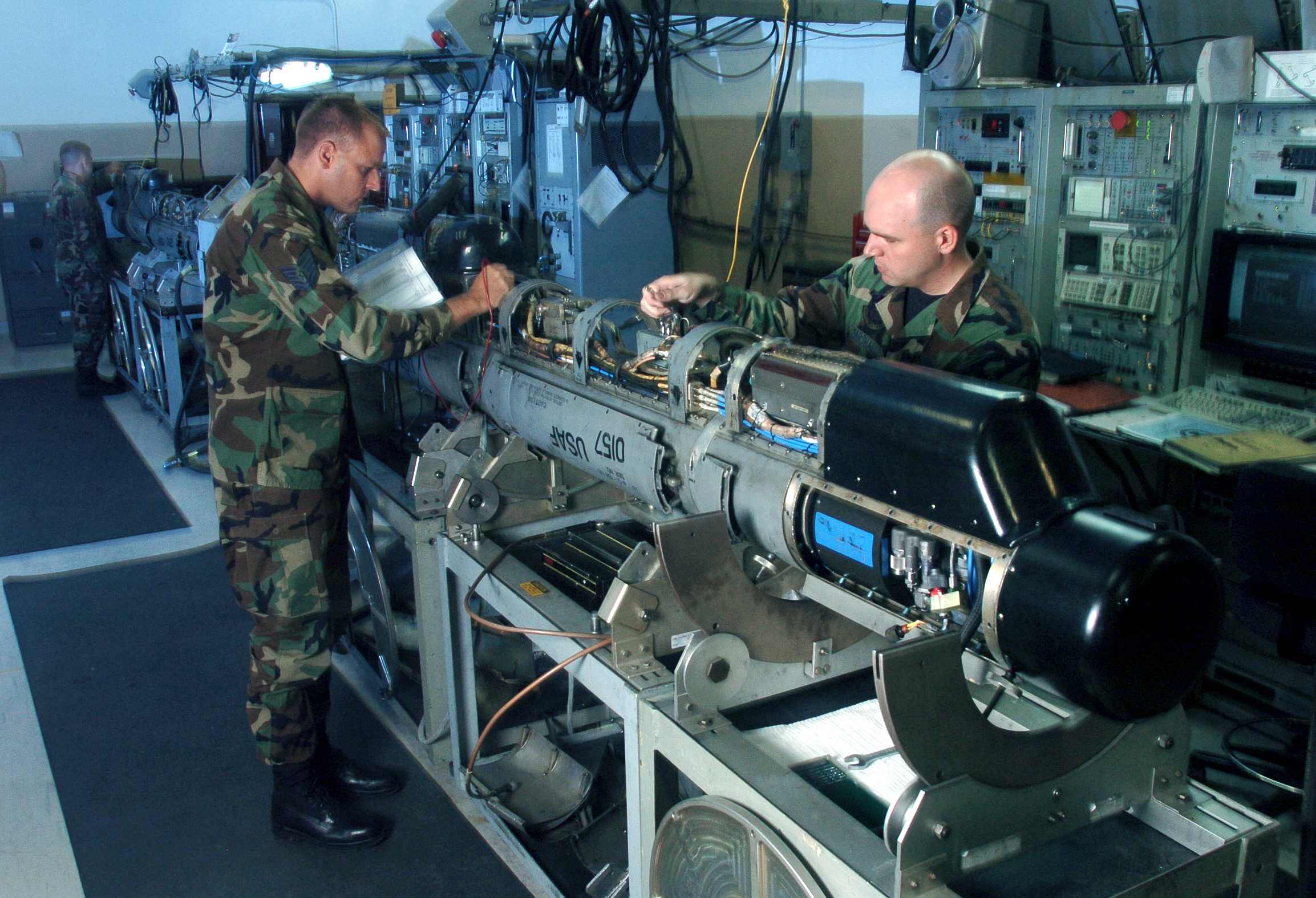
Un contenedor de ataque electrónico AN/ALQ-184 para un caza F-16.

Una contramedida electrónica, o ECM por sus siglas en inglés (electronic countermeasure), es un dispositivo eléctrico o electrónico diseñado para engañar o burlar los radares, sonares y otros sistemas de detección como infrarrojos o láser. Puede ser usado tanto ofensiva como defensivamente para impedir que el enemigo consiga identificar sus blancos. Se utiliza habitualmente por las fuerzas aéreas para proteger a las aeronaves de ataques con misiles. También han sido desplegados en buques de guerra y recientemente en carros de combate avanzados para engañar misiles guiados por láser o infrarrojos.

## Ejemplos de aviones dedicados a las contramedidas electrónicas

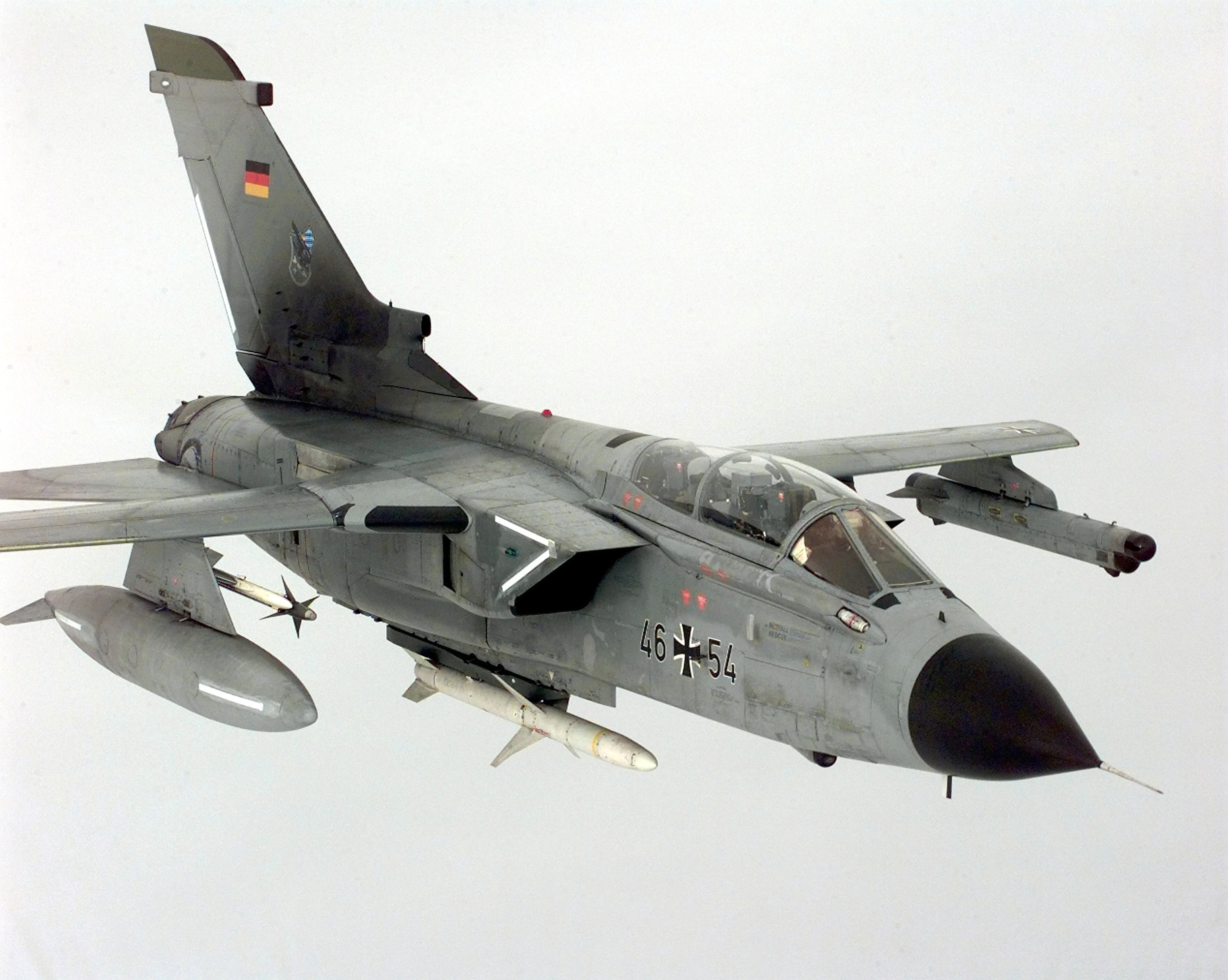
Panavia Tornado ECR de la Luftwaffe.

- General Dynamics/Grumman EF-111A Raven
- Grumman EA-6B Prowler: equipado con inhibidor de comunicaciones ALQ-92, sistema track breaking multi-banda ALQ-100, y cinco pods de inhibidores tácticos ALQ-99.[1]
- Boeing EA-18G Growler
- Panavia Tornado ECR